# Gaybach
Der Gaybach ist ein gut dreiundzwanzig Kilometer langer, orographisch linker Nebenfluss der Sauer in der Südeifel im rheinland-pfälzischen Eifelkreis Bitburg-Prüm.

## Name
Der Fluss wird 783/784 als super fluuio Geihe erstmals schriftlich erwähnt. Die Orte Ober- und Niedersgegen tauchen in den Urkunden des Frühmittelalters als Jaghine (775) oder Geinne (783/784) auf. Möglicherweise leitet sich der Name vom althochdeutschen Wort jagōn (='jagen') ab.

## Geographie

### Verlauf
Der Gaybach entspringt mit mehreren Quellen unterhalb des Arnskopfs, des Bocksbarts (503 m ü. NHN) und des Kahlenberges (537 m ü. NHN) westlich von Neuerburg. Der Hauptquellast  entspringt auf einer Höhe von etwa 488 m ü. NHN. Der Gaybach fließt hauptsächlich in Südrichtung, im Unterlauf auch nach Südosten, bevor er etwa drei Kilometer südlich von Wallendorf in die Sauer mündet.

### Zuflüsse
- Ewertsbach (links), südwestlich von Hütten
- Roderbach (links), nordöstlich von Herbstmühle
- Winkelbach (rechts), nordöstlich von Herbstmühle
- Weldischbach (rechts) in Herbstmühle
- Schwammbach[1] (Fröhnbach[2]; rechts), 2,9 km, südsüdwestlich von Herbstmühle
- Gurenbur (links) südsüdwestlich von Herbstmühle
- Rodersbach (rechts), 1,8 km, bei der Gay-Mühle
- Wirbelgraben (links), 1,5 km, südlich des Wirbelkopfes
- Geichlinger Bach (links), 10,8 km, am Südrand von Körperich
- Notzenbach (links), 14,2 km, südöstlich von Niedersgegen
- Lamischbach (links), 3,3 km, bei der Gaymühle
- Biesdorfer Bach (links), südwestlich von Biesdorf
- Lapigtbach (links), östlich von Wallendorf
- Hellbach (links), 1,1 km, ostsüdöstlich von Wallendorf

### Ortschaften
Der im länderübergreifenden deutsch-luxemburgischen Naturpark fließende Wasserlauf berührt dabei folgende Ortschaften (von der Quelle zur Mündung):
- Herbstmühle
- Obersgegen mit dem Naturerlebniszentrum Gaybachtal[4]
- Körperich
- Niedersgegen
- Gaymühle und Gaybach (Gehöfte, bzw. Ortsteile von Biesdorf)